# Клемон
Клемон (фр. Clémont) насеље је и општина у централној Француској у региону Центар (регион), у департману Шер која припада префектури Вјерзон.
По подацима из 2011. године у општини је живело 713 становника, а густина насељености је износила 14,23 становника/km². Општина се простире на површини од 50,11 km². Налази се на средњој надморској висини од 130 метара (максималној 168 m, а минималној 134 m).

## Демографија
| 1962. | 1968. | 1975. | 1982. | 1990. | 1999. | 2011. |
| ----- | ----- | ----- | ----- | ----- | ----- | ----- |
| 670   | 670   | 665   | 600   | 631   | 642   | 713   |

График промене броја становника у току последњих година